# 1181
| [ Edytuj tabelę ]                |                                                                      |
| Książę Małopolski                | - 1177 Kazimierz II Sprawiedliwy 1194                                |
| Książę Wielkopolski              | - 1177 Odon Mieszkowic 1194                                          |
| Król Angkoru                     | - 1177 bezkrólewie, okupacja Czampy 1181 - 1181 Dżajawarman VII 1218 |
| Król Anglii                      | - 1154 Henryk II 1189                                                |
| Król Aragonii i hrabia Barcelony | - 1164 Alfons II Aragoński 1196                                      |
| Książę Bawarii                   | - 1180 Otto I 1183                                                   |
| Margrabia Brandenburgii          | - 1170 Otto I 1184                                                   |
| Książę Burgundii                 | - 1162 Hugo III 1192                                                 |
| Cesarz Bizancjum                 | - 1180 Aleksy II Komnen 1183                                         |
| Cesarz Chin                      | - 1162 Song Xiaozong 1189                                            |
| Książę Czech                     | - 1178 Fryderyk 1189                                                 |
| Król Danii                       | - 1157 Waldemar I Wielki 1182                                        |
| Władca Egiptu                    | - 1171 Saladyn 1193                                                  |
| Król Francji                     | - 1180 Filip II August 1223                                          |
| Król Gruzji                      | - 1156 Jerzy III 1184                                                |
| Hrabia Holandii                  | - 1157 Floris III 1190                                               |
| Cesarz Japonii                   | - 1180 Antoku 1185                                                   |
| Kalif                            | - 1180 An-Nasir 1225                                                 |
| Król Kastylii                    | - 1158 Alfons VIII Szlachetny 1214                                   |
| Patriarcha Konstantynopola       | - 1179 Teodozjusz I Boradiota 1183                                   |
| Władca Korei                     | - 1170 Myŏngjong 1197                                                |
| Król Leónu                       | - 1157 Ferdynand II 1188                                             |
| Kalif Maroka                     | - 1163 Abu Jusuf I 1184                                              |
| Król Nawarry                     | - 1150 Sancho VI 1194                                                |
| Król Norwegii                    | - 1161 Magnus V 1184 - 1177 Sverre Sigurdsson 1202                   |
| Hrabia Palatynatu                | - 1155 Konrad Hohenstauf 1195                                        |
| Papież                           | - 1159 Aleksander III 1181 - 1181 Lucjusz III 1185                   |
| Król Portugalii                  | - 1139 Alfons I 1185                                                 |
| Sułtan Rumu                      | - 1156 Kilidż Arslan II 1192                                         |
| Książę Rusi halickiej            | - 1153 Jarosław Ośmiomysł 1187                                       |
| Cesarz Rzymski (niemiecki)       | - 1155 Fryderyk I Barbarossa 1190                                    |
| Książę Saksonii                  | - 1180 Bernard III 1212                                              |
| Król Szkocji                     | - 1165 Wilhelm I 1214                                                |
| Król Szwecji                     | - 1173 Knut Eriksson 1196                                            |
| Doża Wenecji                     | - 1178 Orio Mastropiero 1192                                         |
| Król Węgier                      | - 1172 Bela III 1196                                                 |

Rok 1181 / MCLXXXI
stulecia: XI wiek ~
XII wiek ~
XIII wiek

lata: 1171 «
1176 «
1177 «
1178 «
1179 «
1180 «
1181
» 1182
» 1183
» 1184
» 1185
» 1186
» 1191

## Wydarzenia w Polsce
- W Lubece Bogusław szczeciński złożył hołd cesarzowi Fryderykowi I Barbarossie i  uznał się jego lennikiem.
- Mieszko III odzyskał, z pomocą swego zięcia Bogusława I pomorskiego, całą Wielkopolskę.

## Wydarzenia na świecie
- Zatwierdzenie uzgodnień zjazdu w Łęczycy przez papieża Aleksandra III.
- 4 sierpnia – w gwiazdozbiorze Kasjopei zaobserwowano wybuch supernowej SN 1181.
- 1 września – Lucjusz III został wybrany na papieża.

## Urodzili się
- 26 września – Franciszek z Asyżu, założyciel franciszkanów, święty (zm. 1226)

- Teresa Portugalska, infantka portugalska, córka Sancha I, żona króla Leónu Alfonsa IX, benedyktynka, błogosławiona katolicka (zm. 1250)

## Zmarli
- 17 marca – Henryk I, hrabia Szampanii (ur. 1127)
- 30 sierpnia – Aleksander III, właśc. Roland ze Sieny, papież (ur. ok. 1100)
- data dzienna nieznana:
  - Ludwik II Wirtemberski, hrabia Wirtembergii (ur. 1137)